# Urytalpa macrocera
Urytalpa macrocera är en tvåvingeart som först beskrevs av Edwards 1913.  Urytalpa macrocera ingår i släktet Urytalpa, och familjen platthornsmyggor. Arten är reproducerande i Sverige.